# Aeropuerto Santiago Pérez Quiroz
El Aeropuerto Santiago Pérez Quiroz (IATA: AUC, OACI: SKUC) Es una terminal aérea pública que sirve a la ciudad de Arauca, capital del departamento de Arauca, Colombia. Ubicado a 2 km al oeste del centro de la ciudad y a 2 km al sur de la frontera con Venezuela, se encuentra a una elevación de 420 pies (128 metros) sobre el nivel del mar.  
En la operación comercial, participan varias aerolíneas, estre ellas la aerolínea estatal Satena, la aerolínea regional de bajo costo Clic Air y la principal aerolínea de Colombia Avianca. 

## Destinos
| Ciudad                                                    | Nombre del aeropuerto                | Aerolíneas        | Aeronaves           | Frecuencias Semanales |
| --------------------------------------------------------- | ------------------------------------ | ----------------- | ------------------- | --------------------- |
| Bogotá                                                    | Aeropuerto Internacional El Dorado   | Avianca           | A320                | 7                     |
| Bogotá                                                    | Terminal Puente Aéreo                | SATENA Clic Air   | E145LR AT76         | 21: 14 7              |
| Bucaramanga                                               | Aeropuerto Internacional Palonegro   | Clic Air SATENA   | AT76                | 10:7 3                |
| Cúcuta                                                    | Aeropuerto Internacional Camilo Daza | Clic Air / SATENA | AT76 / E145LR, AT76 | 3 3                   |
| Total: 3 destinos, 3 aerolíneas, 34 frecuencias semanales |                                      |                   |                     |                       |

### Vuelos chárter
- Searca
  - Bogotá / Aeropuerto Internacional El Dorado

### Transporte de Carga
- Aerosucre
  - Bogotá / Aeropuerto Internacional El Dorado

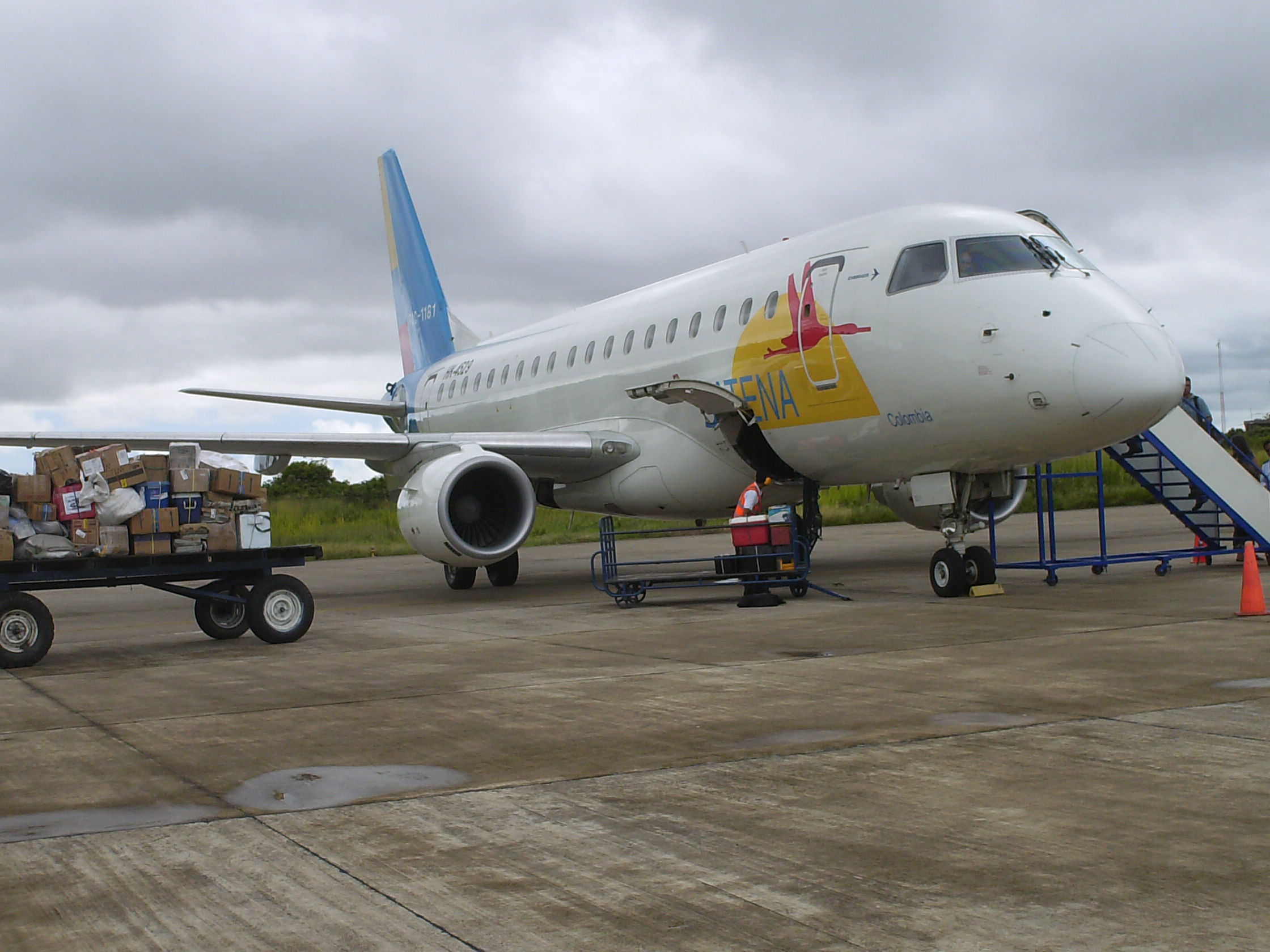
Embraer E-170 de la aerolínea Satena, durante el ingreso de pasajeros del vuelo Arauca - Bogotá

## Estadísticas
Ver fuente y consulta Wikidata.

## Aeropuertos Cercanos
Ordenados por cercanía a 200 km:
- Saravena: Aeropuerto Los Colonizadores (124km).
- Tame: Aeropuerto Gabriel Vargas Santos (132km).